# پل لوئی دروزیه
پل لوئی دُروزیه (فرانسوی: Paul Louis Duroziez‎؛ ‏ ۸ ژانویهٔ ۱۸۲۶ – ۱۶ ژانویهٔ ۱۸۹۷) پزشک اهل فرانسه بود که بابت توصیف نشانهٔ دُروزیه و بیماری دُروزیه شهرت دارد. او فارغ‌التحصیل رشتهٔ پزشکی در سال ۱۸۵۳ در پاریس بود و مدتی با ژان-مارتن شارکو همکاری کرد و سپس به‌عنوان جراح در سال ۱۸۷۰ در جنگ فرانسه و پروس حضور یافت. او به جای کار بیمارستانی، بیشتر به‌عنوان پزشک عمومی کار می‌کرد، اما به دلیل مقاله‌هایش در مورد بیماری قلبی-عروقی مورد توجه پزشکان قرار گرفت. او در سال ۱۸۸۲ به عنوان رئیس انجمن پزشکی پاریس انتخاب شد و در سال ۱۸۹۵ نشان شوالیهٔ لژیون دونور دریافت کرد.